# Szent Péter és Pál-katedrális (Brno)
A Szent Péter és Pál-katedrális (csehül Katedrála svatého Petra a Pavla) Brnóban található a történelmi belváros délnyugati szélén lévő Petrov-dombon. A Brnói egyházmegye székesegyháza, Morvaország egyik legfontosabb építészeti műemléke. Képe megtalálható a cseh tízkoronás érmén. 

## Története
A katedrális helyén először a 11-12. században épült egy román stílusú kápolna. A 12. század végén II. Konrád morva őrgróf kibővíttette, apszist és kriptát építettek hozzá. A 13. század végén már román stílusú bazilika állt itt, amelynek maradványait a 21. század eleji ásatásokon tárták fel. Ezután korai gótikus stílusban újjáépítették. A templomot több alkalommal megrongálták, különösen a harmincéves háború idején. Egy legenda szerint a svéd Lennart Torstenson csapatai hónapokig ostromolták a várost és végül egy végső rohamot intézett a falak ellen, megfogadva, hogy ha délig nem járnak sikerrel, akkor elvonul. Az összeomlás szélére kerülő védők 11 órakor megkongatták a katedrális harangjait és a támadók visszavonultak. Azóta mindig 11 órakor harangoznak a templomban.
A 18. században a templombelsőt Mořic Grimm vezetésével barokk stílusban teljesen átépítették és eltávolították a gótikus stíluselemeket. Az oldaloltárok szobrait Andrew Schweigl készítette. 1777 óta a brünni püspök székhelye. A 19. század végén az akkor divatos neogótikus irányzatot követve újabb rekonstrukción esett át. Az addigi barokk főoltárt akkor cserélték le a ma is látható, 11 m magas neogótikus faoltárral. Ezt Josef Leimer bécsi szobrász készítette 1891-ben és Krisztus megfeszítését ábrázolja, alsó részén a tizenkét apostollal.
1901-ben pályázatot írtak ki a külső átalakításra, amelyet August Kirstein nyert meg. Tervei alapján 1904 és 1909 között készült el a templom mai külseje és ekkor épületek jellegzetes, 84 m magas tornyai is.
A katedrálison kívül találhatóak Wenzel Urban von Stuffler és Vinzenz Joseph von Schrattenbach brnói püspökök, valamint néhány más helyi patrícius síremlékei. A főbejárat bal oldalán egy külső kőszószék, az ún. „Kapistránka” Kapisztrán János ferences barátnak állít emléket, aki 1451-ben prédikált a városban, bár nem erről a szószékről.

## Galéria

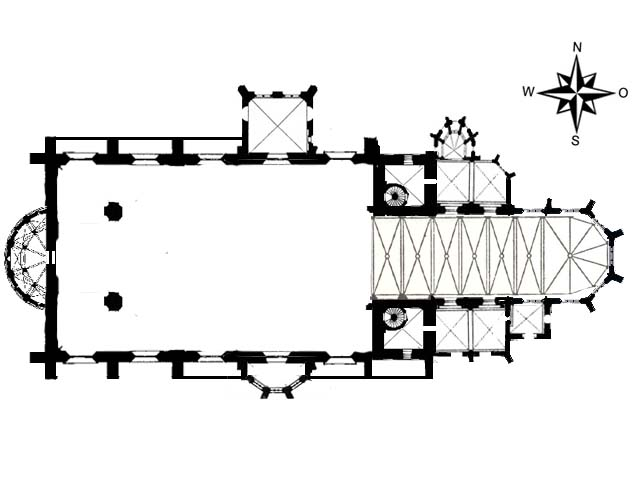
A katedrális alaprajza
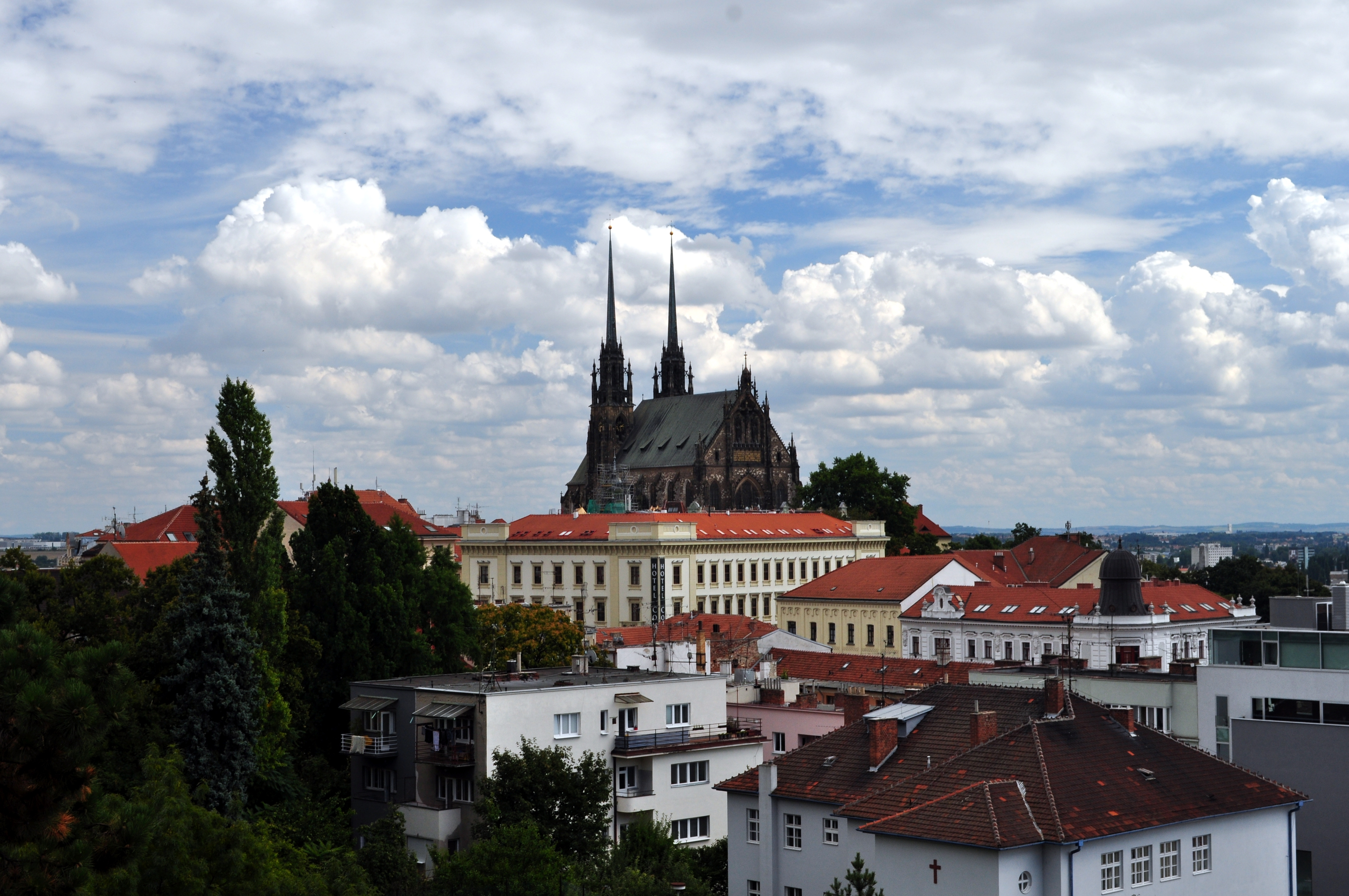
Látkép a Špilberk-várból
Kívülről
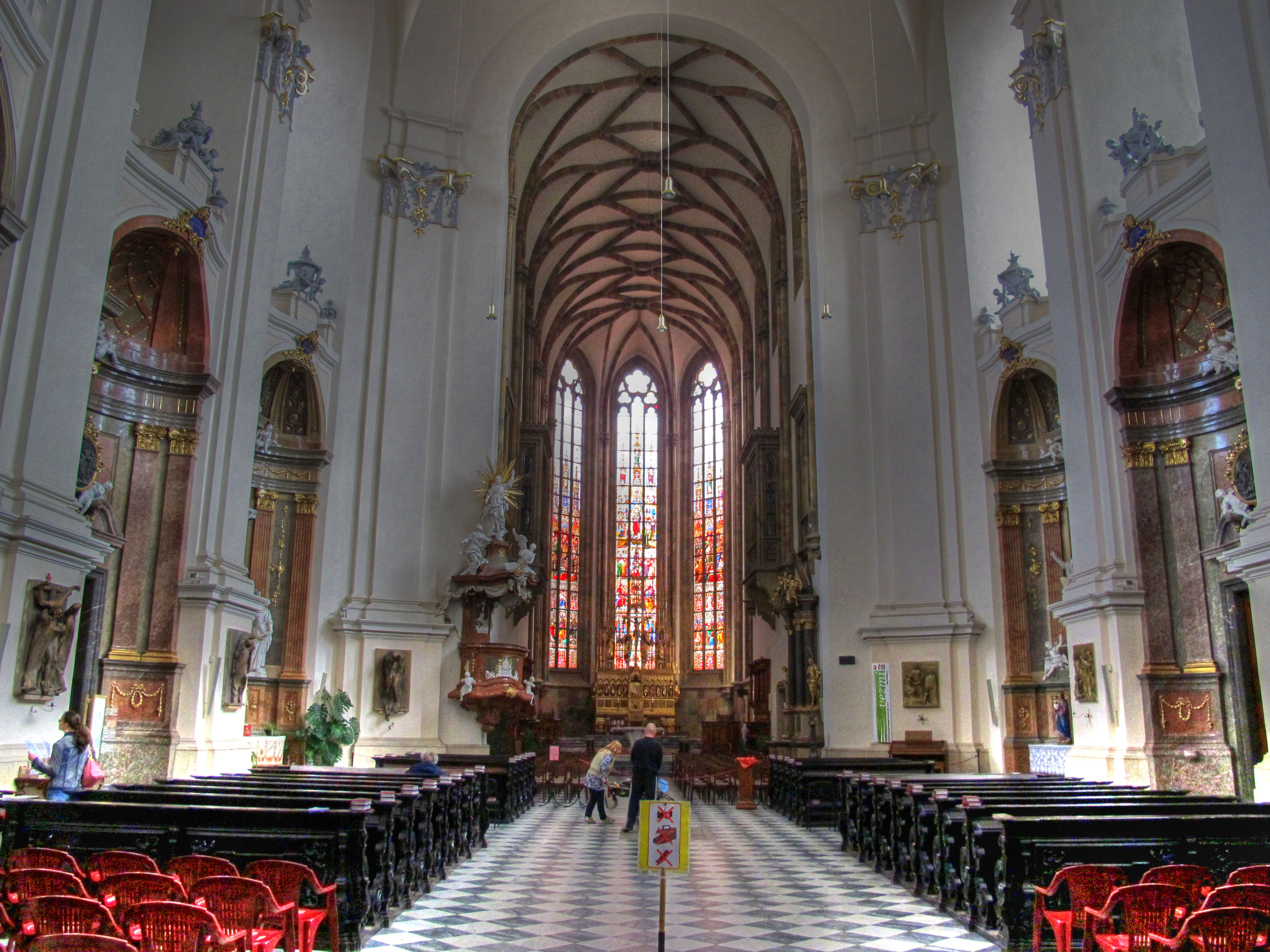
Belül
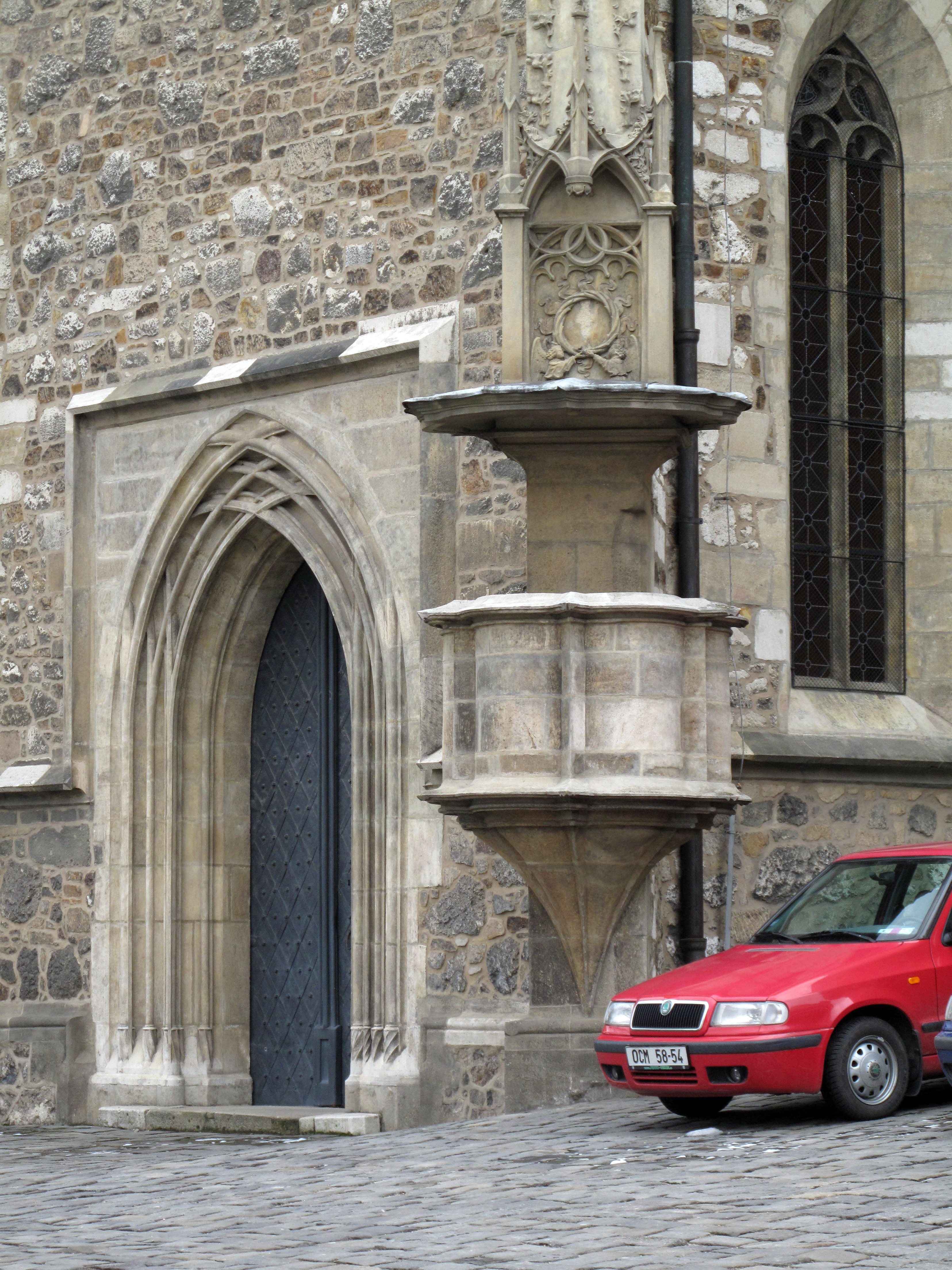
A Kapisztrán-szószék
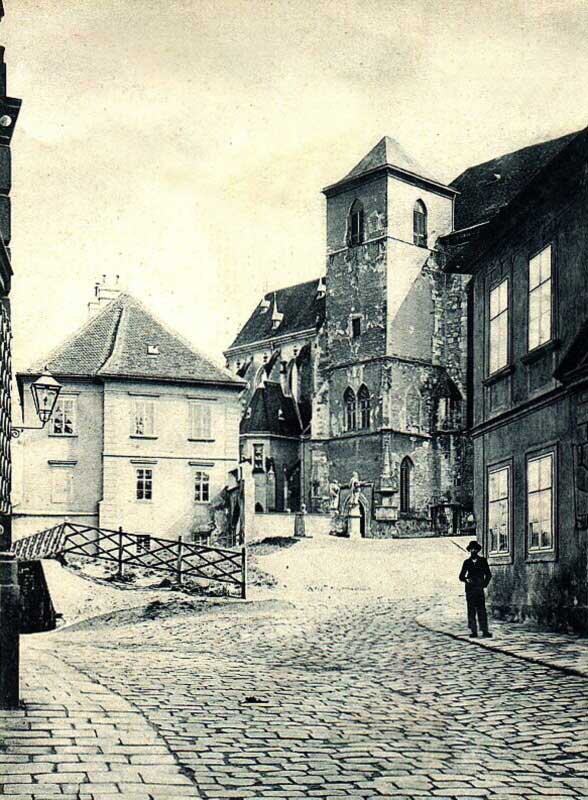
A templom 1900 körül, a neogótikus átépítés előtt

## Fordítás
- Ez a szócikk részben vagy egészben  a   Katedrála svatého Petra a Pavla című cseh Wikipédia-szócikk ezen változatának fordításán alapul.  Az eredeti cikk szerkesztőit annak laptörténete sorolja fel. Ez a jelzés csupán a megfogalmazás eredetét és a szerzői jogokat jelzi, nem szolgál a cikkben szereplő információk forrásmegjelöléseként.